# أدريان داربي
أدريان داربي (بالإنجليزية: Adrian Darby)‏ هو عالم بيئة بريطاني، ولد في 25 سبتمبر 1937.